# جون دويل (1966)
جون دويل (John Doyle) (مواليد 16 مارس 1966) هو لاعب كرة قدم. يلعب مع منتخب الولايات المتحدة لكرة القدم. سبق له أن لعب في كأس العالم لكرة القدم مع منتخب بلاده.

## وصلات خارجية
- جون دويل على موقع الاتحاد الدولي (مؤرشف)  (الإنجليزية)
- جون دويل على موقع الدوري الأمريكي (الإنجليزية)
- جون دويل على موقع قاعدة بيانات كرة القدم.إي يو (الإنجليزية)
- جون دويل على موقع ناشيونال فوتبول تيمز (الإنجليزية)
- جون دويل على موقع عالم كرة القدم.نت (الإنجليزية)
- جون دويل على موقع أوليمبيديا (الإنجليزية)